# Aistulf

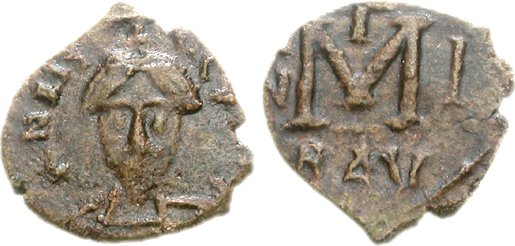
Mynt med Aistulf.

Aistulf, död 756, hertig av Friuli från 744, kung över langobarderna från 749 och hertig av Spoleto från 751. Han var son till Pemmo av Friuli. 
Han efterträdde sin broder Ratchis i Friuli när denne blev kung och efterträdde honom som kung när han abdikerade och gick i kloster. Aistulf fortsatte expandera riket och utföra räder mot Påven och exarkatet Ravenna. År 751 erövrade han Ravenna och hotade även Rom, samma år erövrade han även Istrien från Bysantinska riket. Påvarna oroades av att inte kunna räkna med hjälp från byzanterna vände sig då till karolingerna i Austrasien. År 741 frågade påven Gregorius III Karl Martell att ingripa, men han tackade nej. År 753 besökte påven Stefan II Karl Martells son Pippin den lille, som blivit kung över frankerna 751 med stöd av påven Zacharias. Som tack för det påvliga stödet vid kröningen korsade Pippin Alperna, besegrade Aistulf och gav de landområden som Aistulf tagit från Ducatus Romanus, Emilia-Romagna och Pentapolis till påven.
Aistulf dog under en jakt 756. Han efterträddes av Desiderius som kung över langobarderna och av Albion som hertig av Spoleto.